# Доно (електростанція)
ГЕС Доно (多诺水电站) — гідроелектростанція у центрі Китаю в провінції Сичуань. Становить верхній ступінь каскаду на річці Хейхе, лівому витоку Байшуй, котра впадає праворуч до Байлун (права притока Цзялінцзян – великого лівого допливу Янцзи). 
В межах проекту річку перекрили кам’яно-накидною греблею із бетонним облицюванням висотою 113 метрів, яка утримує водосховище з об’ємом 56,2 млн м3 (корисний об’єм 49,2 млн м3). На час будівництва воду відвели за допомогою тунелю довжиною 0,7 км. Зі сховища ресурс подається через прокладений у правобережному гірському масиві дериваційний тунелю довжиною 15,2 км, який переходить у напірний водовід довжиною понад 0,9 км. 
Основне обладнання станції становлять дві турбіни типу Френсіс потужністю по 50 МВт, які використовують напір від 268 до 352 метрів.